# Иванов, Александр Константинович (генерал)
Александр Константинович Иванов (21 сентября 1896 года, деревня Красная Вешня, Великолукский уезд, Псковская губерния, ныне Куньинский район, Псковская область — 10 января 1944 года) — советский военный деятель, генерал-майор (22 февраля 1944 года; посмертно).

## Начальная биография
Александр Константинович Иванов родился 21 сентября 1896 года в деревне Красная Вешня ныне Куньинского района Псковской области в семье крестьянина.
Окончил церковно-приходскую школу, а в 1912 году — Великолукское городское четырёхклассное училище.

## Военная служба

### Первая мировая и гражданская войны
В августе 1914 года призван в ряды Русской императорской армии, после чего принимал участие в боевых действиях во время Первой мировой войны, в ходе которых был ранен в левую руку. После окончания Тифлисского военного училища в 1916 году направлен младшим офицером в лейб-гвардии Волынский полк, после чего принимал участие в боевых действиях на Западном фронте. В декабре 1917 года был избран на должность командира роты. В мае 1918 года демобилизован из рядов армии в чине подпоручика.
С 15 мая служил адъютантом в составе партизанского отряда под командованием Медведева в составе Себежского боевого участка, а затем — адъютантом в составе 3-го Псковского и 3-го Литовского полков, в составе которых принимал участие в боевых действиях против германских войск в районе городов Себеж, Режица, Двинск и Вильно, а также станции Розеновская.
В марте 1919 года назначен на должность командира батальона в составе 3-го Литовского полка, а с июня того же года служил на должностях помощника начальника штаба укреплённого района и адъютанта дивизиона в составе 4-й стрелковой дивизии и принимал участие в боевых действиях в Прибалтике против белополяков и белолатышей, а также войск под командованием генерала Н. Н. Юденича на режицком и пыталовском направлениях. В январе 1920 года назначен на должность адъютанта кавалерийского полка в составе этой же дивизии, после чего принимал участие в боевых действиях на полоцком и минском направлениях во время советско-польской войны.
С июля 1920 года служил на должностях помощника начальника штаба 6-й кавалерийской дивизии и начальника штаба 1-й бригады этой же дивизии, которая в составе 1-й Конной армии принимала участие в боевых действиях против войск под командованием генерала П. Н. Врангеля, а также вооружённых формирований под командованием Нестора Махно.
За время Гражданской войны Иванов два раза представлялся к ордену Красного Знамени, однако награждён не был.

### Межвоенное время
В декабре 1920 года назначен на должность начальника оперативного отдела штаба 1-й Конной армии, в августе 1921 года — на должность помощника начальника учебной части 74-х Псковских пехотных курсов, а в ноябре 1922 года направлен в 29-й стрелковый полк (10-я стрелковая дивизия), где служил на должностях помощника командира батальона, командира роты и батальона. В январе 1927 году направлен в 3-ю авиабригаду (Ленинградский военный округ) и назначен на должность начальника школы младшего комсостава. В октябре того же года направлен на учёбу на основной факультет при Военной академии имени М. В. Фрунзе, после окончания которого в мае 1930 года назначен на должность начальника штаба 69-го кавалерийского Краснознамённого Уланского полка (Северокавказский военный округ), в октябре 1931 года — на должность начальника учебной части Северо-Кавказской горских национальностей кавалерийской школы, а в марте 1932 года — на должность помощника начальника 1-й части штаба 4-го кавалерийского корпуса.
В мае 1935 года направлен в Белорусский военный округ и назначен на должность начальника 1-го отдела штаба 4-й кавалерийской дивизии, в мае 1936 года — на должность начальника 1-го отделения штаба 6-го кавалерийского корпуса, в феврале 1939 года — на должность помощника начальника штаба 3-го кавалерийского корпуса, а в сентябре — на должность начальника оперативного отдела конно-механизированной группы. В ноябре того же года Иванов направлен на учёбу в Академии Генштаба РККА.

### Великая Отечественная война
В сентябре 1941 года назначен на должность командира 94-й кавалерийской дивизии, формировавшейся в районе разъезда Шолья (Удмуртская АССР). В октябре дивизия была передислоцирована в Архангельский военный округ и включена в состав 39-й армии, находившейся в резерве Ставки Верховного Главнокомандования. В январе 1942 года дивизия под командованием Иванова была передана 14-му кавалерийскому корпусу этого же округа, а в апреле включена в состав Калининского фронта, где в конце мая была расформирована. В июне того же года Иванов назначен на должность начальника 3-го отдела Управления генерал-инспектора кавалерии РККА, а в сентябре — на должность заместителя начальника штаба Западного фронта по ВПУ (Вспомогательному пункту управления фронтом), после чего принимал участие в боевых действиях в ходе Смоленской наступательной операции, за заслуги в которой был награждён орденом Красного Знамени.
В октябре 1943 года назначен на должность командира 81-го стрелкового корпуса, ведшего боевые действия на оршанском направлении. В начале января 1944 года корпус был передислоцирован в район юго-восточнее Витебска и после форсирования реки Лососна и выхода на шоссе Орша — Витебск вёл наступательные бои на богушевском направлении. Командир корпуса часто выезжал на передовые позиции своих частей и лично руководил ведением боевых действий. 10 января 1944 года "возок" полковника Иванова попал под массированный артобстрел противника. Александр Константинович был ранен осколком в живот, и через несколько часов скончался.
14 января 1944 года с воинскими почестями его похоронили в Сквере Памяти Героев, в некрополе у Смоленской крепостной стены.
Только 22 февраля 1944 года было подписано постановление о присвоении А.К. Иванову воинского звания «генерал-майор».

## Награды
- Орден Красного Знамени (28.09.1943г.);
- Орден Отечественной войны 1 степени (03.06.1944г., посмертно[1]);
- Медаль «XX лет Рабоче-Крестьянской Красной Армии» (20.02.1938г.).